# ENPPI Sporting Club
El ENPPI Sporting Club (àrab: نادي إنبي الرياضي, Nādī Īnbī ar-Riyāḍī) és un club egipci de futbol de la ciutat del Caire.

## Palmarès
- Copa egípcia de futbol: [1]
  - 2005, 2011